# تمیمی
تمیمی (منسوب به بنی تمیم) یک نام خانوادگی است. افراد شاخص با این نام از این قرارند:
- تمیمی، همسر  هاله بنت خویلد بن اسد  و پدر هند بن ابی هاله
- جاسم تمیمی، شخصیت‌ سیاسی عرب‌های خوزستان
- عبدالله تمیمی، مهندس عمران اهل ایران
- عبدالواحد تمیمی، محدث شیعه و قاضی شهر آمِد
- فرخ تمیمی، شاعر معاصر اهل ایران
- مهریه تمیمی، زبان‌شناس و شاعر عربی مغربی